# منگ می-چون
منگ می-چون (انگلیسی: Meng Mei-chun؛ متولد ۷ ژوئیه ۱۹۷۷) تکواندوکار تایوانی است. وی در مسابقات قهرمانی تکواندو جهان ۱۹۹۹ در ادمونتون، پس از شکست در برابر جونگ جائه-اون، در مسابقه نیمه نهایی، مدال برنز را در کلاس سبک‌وزن (خروس‌وزن) به دست آورد. وی در مسابقات تکواندو قهرمانی آسیا در سال ۱۹۹۶ موفق به کسب مدال برنز شد.